# Appius Annius Atilius Bradua
Appius Annius Atilius Bradua war ein römischer Politiker und Senator des 2. Jahrhunderts n. Chr.
Atilius Bradua stammte aus einer italischen Patrizierfamilie. Sein Vater Appius Annius Gallus war um das Jahr 139 Suffektkonsul und sein Großvater Appius Annius Trebonius Gallus im Jahr 108 Konsul gewesen. Atilius Bradua verklagte seinen Schwager Herodes Atticus, dem er die Tötung seiner Gattin Annia Regilla vorwarf.
Durch Militärdiplome, die z. T. auf den 7. Februar 160 datiert sind sowie durch Inschriften ist belegt, dass er 160 zusammen mit Titus Clodius Vibius Varus ordentlicher Konsul war; die beiden übten dieses Amt bis Ende Februar aus.